# 望月孝洋
望月 孝洋（もちづき たかひろ）は、日本の知的財産学者、経済法・新領域法学者。大阪工業大学知的財産専門職大学院教授。法学修士（横浜国立大学）。経済産業省経済産業政策局知的財産政策室元室長補佐。元総務省情報通信審議会情報通信政策部会「デジタルコンテンツの流通促進等に関する検討委員会」オブザーバー。
専門は、知的財産法・不正競争防止法・国際私法、経済法・新領域法学（特にコンテンツビジネス）。

## 略歴
横浜国立大学国際経済法学研究科経済関係法専攻修士課程修了、法学修士（横浜国立大学）。1991年通産省（現：経済産業省）入省。その後、同省知的財産政策室、特許庁制度改正審議室、国際経済部などを歴任。不正競争防止法・特許法等の法律改正、WIPOの著作権分野の条約交渉や商標分野の国際会議、WTO・TRIPS理事会、OECD（贈賄作業部会、反不正取引作業部会）や、主要国とのEPA交渉（知的財産分野）にも参加。2011年経済産業省商務情報政策局文化情報関連産業課課長補佐として、コンテンツ産業の振興・海外展開支援やコンテンツ業界が抱える知的財産問題への対応、海外での模倣品対策等の業務に従事。2023年同省経済産業政策局知的財産政策室室長補佐などを経て、2025年大阪工業大学知的財産専門職大学院教授。
主な所属学会は、日本私法学会、比較法学会、著作権法学会、日本工業所有権法学会、法とコンピュータ学会など。  
知的財産学の対外啓蒙活動として、経済産業省主催「大学等向け安全保障貿易管理説明会」2023で講師（テーマ：大学・研究機関における営業秘密管理の必要性）を務めている。コンテンツ知財関連では、デジタルコンテンツ協会主催の「出版物の流通促進に向けた契約の在り方に関するシンポジウム」2015に参加・協力している。